# محله هوایی ریور ساید میر
محله هوایی ریور ساید میر (به انگلیسی: Meyer Riverside Airpark) یک فرودگاه خصوصی است که یک باند فرود چمن دارد و طول باند آن ۴۸۳ متر است. این فرودگاه در شهر تایگرد، اورگن کشور ایالات متحده آمریکا قرار دارد و در ارتفاع ۷۶ متری از سطح دریا واقع شده‌است.